# シゲール・ダーヴィド
シゲール・ダーヴィド（Sigér Dávid 、1990年11月30日 - ）は、ハンガリー・デブレツェン出身の元同国代表プロサッカー選手。シェプシOSKスフントゥ・ゲオルゲ所属。ポジションはMF。

## クラブ経歴
地元クラブであるデブレツェニVSCでキャリアをスタートしたが、出場機会は無く、下位クラブへの期限付き移籍を繰り返した。
2015年夏、バルマズーイヴァーロシュ・シュポルトKFTに完全移籍。バルマズーイヴァーロシュではすぐにレギュラーを獲得し、のちにチームキャプテンにも任命された。2016-17シーズン、チームは2部リーグを2位で終え、クラブ史上初となる1部リーグ昇格を達成した。
2018年6月12日、フェレンツヴァーロシュTCに移籍。
2024年2月5日、MOLフェヘールヴァールFCに移籍。

## 代表歴
2019年9月5日のモンテネグロ代表戦でハンガリー代表デビュー。2020年11月18日、UEFAネーションズリーグのトルコ代表戦で代表初ゴールを決めた。
2021年6月、UEFA EURO 2020参加メンバーに選出された。

### 代表戦での得点
| No. | 開催日         | 会場                 | 対戦国 | 得点 | 結果 | 試合概要                      |
| --- | -------------- | -------------------- | ------ | ---- | ---- | ----------------------------- |
| 1   | 2020年11月18日 | プスカシュ・アレーナ | トルコ | 1–0  | 2–0  | UEFAネーションズリーグ2020-21 |